# Ahovanoo
Ahovanoo (persiska: اَهُوَنُّ, اِينو, آهوانو, Āhvānū) är en ort i Iran.   Den ligger i provinsen Semnan, i den norra delen av landet, 250 km öster om huvudstaden Teheran. Ahovanoo ligger 1 411 meter över havet och antalet invånare är 606.
Terrängen runt Ahovanoo är kuperad åt nordost, men åt sydväst är den bergig. Runt Ahovanoo är det glesbefolkat, med 9 invånare per kvadratkilometer. Närmaste större samhälle är Dāmghān, 16,2 km öster om Ahovanoo. Trakten runt Ahovanoo är ofruktbar med lite eller ingen växtlighet.